# Obszar ochrony ścisłej Las Mieszany na Morenie
Obszar ochrony ścisłej Las Mieszany na Morenie – obszar ochrony ścisłej znajdujący się na terenie Wielkopolskiego Parku Narodowego, w Puszczykowie, w pobliżu drogi wojewódzkiej nr 430 (ul. Wysokiej) – w północnej części miasta. Powierzchnia obszaru wynosi 13,54 ha.
Przedmiotem ochrony jest obszar leśny – kwaśna dąbrowa porastająca wierzchowinę moreny. Ponad 110-letni las składa się przede wszystkim z dębów bezszypułkowych, a towarzyszą im sosna zwyczajna, buk zwyczajny i grab pospolity. Podszyt składa się z leszczyny, jarzębiny i głogu jednoszyjkowego. Bogate runo tworzą: szczawik zajęczy, borówka czarna, konwalijka dwulistna, jastrzębiec leśny, sałatnik leśny, perłówka zwisła, trzcinnik leśny i orlica pospolita.
Bezpośrednio do rezerwatu nie prowadzą żadne szlaki turystyczne, ale jest on narażony na penetrację z uwagi na sąsiedztwo zabudowań Łęczycy. W pobliżu, na wschód, znajduje się obszar ochrony ścisłej Puszczykowskie Góry.